# Nanorana parkeri
Nanorana parkeri es una especie de anfibio anuro de la familia Dicroglossidae. Se encuentra en la China, Nepal y, posiblemente en Bután, India y Pakistán. 

## Genoma
El genoma de la rana contiene 23.400 genes codificadores de proteínas con secuencia ricas en repeticiones terminales largas (LTRs) que pueden dar indicios sobre adaptaciones para vivir a grandes elevaciones con cambios de temperatura drásticos, altos niveles de radiación UV y bajos niveles de oxígeno.
Mediante la alineación de los genomas de rana con otros genomas de vertebrados, los científicos determinaron que Nanorana y Xenopus tropicalis compartieron por última vez un ancestro común hace unos 266 millones de años. Debido a lo anterior y con base en estudios del genoma de otros animales de sangre fría como los reptiles, se sugiere que las ranas evolucionaron más lentamente que otros vertebrados como las aves y los mamíferos.
Además se encontraron 217 genes que son altamente conservados en las ranas, incluyendo algunos involucrados en el desarrollo de la lengua que podría explicar la capacidad de estos animales para capturar a moscas con una rápido despliegue de sus lenguas.